# Nedre Gåstjärnen
Nedre Gåstjärnen är en sjö i Nordanstigs kommun i Hälsingland och ingår i Ljungan-Gnarpsåns kustområde.